# Euphyllia paradivisa
Espèce
Statut CITES
Euphyllia paradivisa est une espèce de corail appartenant à la famille des Caryophylliidae et du genre Euphylliidae.